# Irichohalticella silvifilia
Irichohalticella silvifilia is een vliesvleugelig insect uit de familie bronswespen (Chalcididae). De wetenschappelijke naam is voor het eerst geldig gepubliceerd in 1927 door Girault.